# Външен одит
Вижте пояснителната страница за други значения на Одит.
Външният одит е дейността по осъществяване на одит от независима спрямо одитирана организация или обект институция. Външният одит се извършва задължително от лица имащи статут на одитори.
Външният одитор e одитен специалист (обичайно юрист или икономист), който извършва одит на финансите или изпълнението на предприятие, правителство, отделно лице или друг правен субект или организация, и е независим от правния субект, който се одитира. Потребители на тази финансова и нефинансова информация са Народното събрание, правителството, Висшия съдебен съвет, одитираната организация или обект, обществото и т.н.
Всички потребители на информацията от одита разчитат на външния одитор да представи компетентна, независима, обективна, добросъвестна, почтена и безпристрастна оценка.
Обективността на външните одитори е от най-съществено значение за да може да се осъществи одита при спазването на тези принципи. По принцип всяка връзка между външния одитор и субекта, различна от ангажимента по одита сама по себе си е основание за отвод, като трябва да бъде и отразена в докладите на външния одитор. Според това принципно положение съществуват законови и други забрани заинтересувани лица при съмнение от конфликт на интереси да извършват външен одит.
Външният одит върху предприятията осъществявани с публични финанси се осъществява от Сметни палати. Съществуват 2 типа сметни палати - без или със съдебни функции. При вторите, от чисто парламентарен тип, са сметните палати на Великобритания, Ирландия, Швеция, Дания, Финландия, Австрия, Унгария, Словакия, Словения, Естония, Литва, САЩ, а от първите (латински тип), които разполагат с независима прокуратура и съд в рамките на институцията, са Франция, Италия, Испания, Португалия, Румъния, Гърция и Турция и др., както и страните от Латинска Америка. Съществуват и „смесени типове“ сметни палати с правомощия за осъществяване на външен одит върху организациите, финансирани от държавния бюджет.